# Diecéze Zaliche
Diecéze Zaliche je titulární diecéze římskokatolické církve, ustanovená roku 1933 papežem Piem XI., pojmenovaná podle starověkého města Zaliche v dnešním Turecku. Toto město se nacházelo v provincii Elenoponto. 

## Titulární biskupové
- Franz Xaver Eberle – (1934–1951) – Funkce: pomocný biskup Augsburgu
- Gustavo Posada Peláez, M.X.Y. – (1953–1990) – Funkce: biskup Istminy
- od 1990 – sede vacante